# Bahnhöfe in Essen-Dellwig
Im Essener Stadtteil Dellwig gibt es die beiden Zugangsstellen Essen-Dellwig und Essen-Dellwig Ost. Beide liegen im Kreuzungsbereich zweier Bahnstrecken.
- Essen-Dellwig ist dabei die tiefergelegene Station. Sie befindet sich an der Bahnstrecke Duisburg–Dortmund und wird von den Regionalbahnlinien RB 32 und RB 35 bedient.

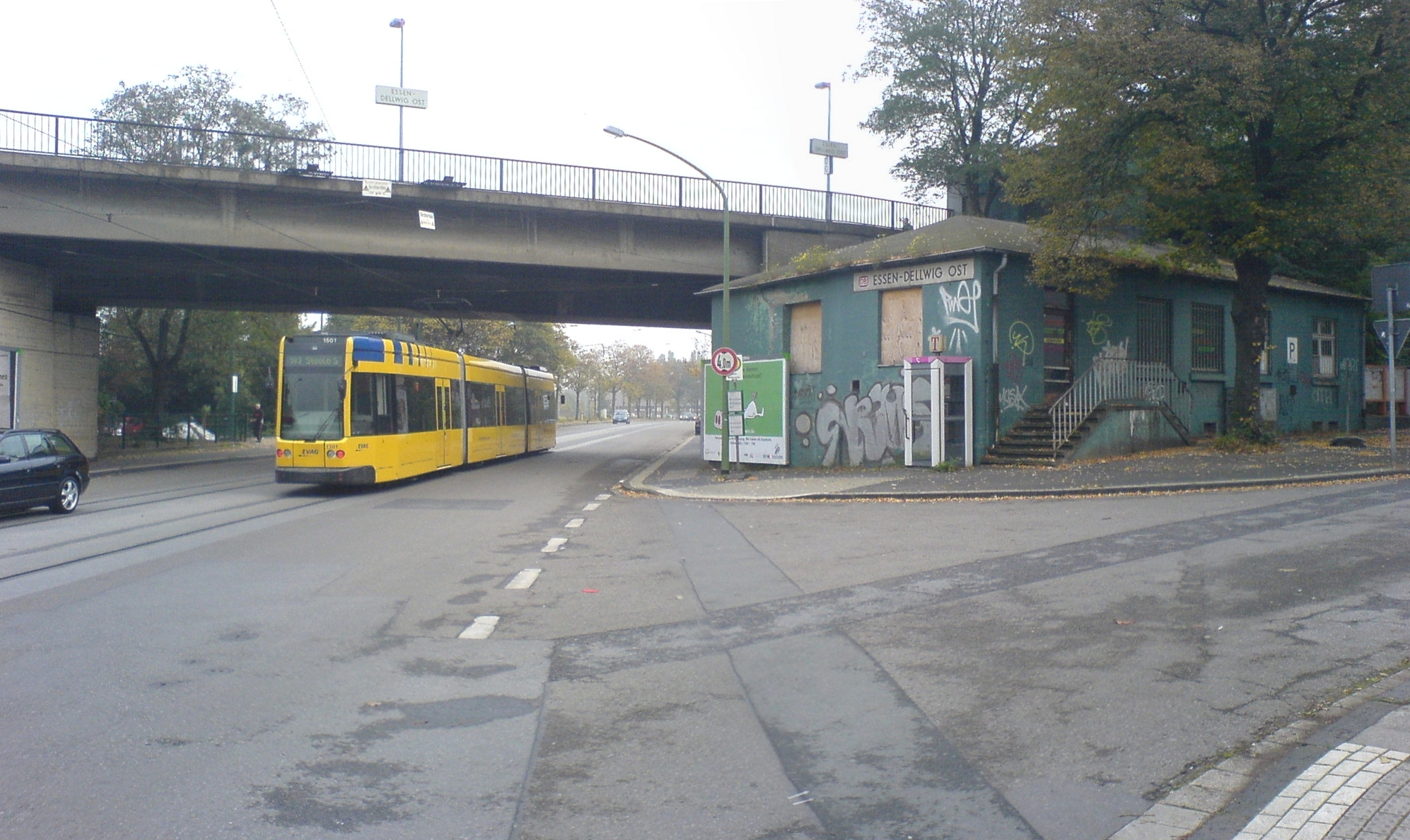
Essen-Dellwig Ost, rechts das ehemalige Empfangsgebäude

- Essen-Dellwig Ost wird von der Linie S9 bedient, liegt höher und befindet sich an der Bahnstrecke Mülheim-Heißen–Oberhausen-Osterfeld Nord sowie an deren Übergang in die Verbindungsstrecke Essen-Dellwig Ost–Bottrop Hbf.

## Lage und Aufbau
Die höher gelegene Station trägt daher zur Unterscheidung von der tieferen den Namen Essen-Dellwig Ost. Historisch wurden beide Stationen von verschiedenen Bahnunternehmen eröffnet. Der Zugang zur Station Dellwig Ost erfolgt über eine Rampe.
Der Haltepunkt Essen-Dellwig verfügt über zwei Seitenbahnsteige. Der Bahnsteig in Fahrtrichtung Duisburg ist nur über eine Fußgängerbrücke zu erreichen, er ist also nicht barrierefrei; in Gegenrichtung gibt es keine Stufen. Neben dem nicht genutzten Empfangsgebäude und Stellwerk (EFri=Essen-Frintrop) ist ein Park-and-ride-Parkplatz, wo Gleisreste der Straßenbahn zu finden sind.

Nördlich des Haltepunkts Dellwig liegt das Gewerbegebiet Ripshorster Straße, das über einen sich westlich von ihm befindenden Bahnübergang mit Vollschranken zu erreichen ist. Dieser wird vom Stellwerk Ohf in Oberhausen Hbf fernüberwacht.
Der Umstieg zwischen den beiden Stationen erfolgt über einen etwa 350 Meter langen Fußweg entlang der Donnerstraße. Der Fußweg ist nicht beschildert, jedoch ist dieser auf einer Skizze im Schaukasten neben dem oben erwähnten Empfangsgebäude erklärt.

## Geschichte

### Haltepunkt Essen-Dellwig
Mit der beginnenden Industrialisierung im 19. Jahrhundert wurde 1847 von der Köln-Mindener Eisenbahn-Gesellschaft die erste Eisenbahnstrecke im Emschertal gebaut. Am 1. Oktober 1885 wurde der Verschiebebahnhof Frintrop eröffnet, der sich später zu einem wichtigen Güterverkehrsknoten im Ruhrgebiet entwickelte. Dieser Bahnhof Frintrop ist seit 1924 für den Personenverkehr stillgelegt; auf dem Gelände des Verschiebebahnhofs entstand später der Gleispark Frintrop.
Der Bahnhof Dellwig wurde 1. Mai 1891 zusammen mit Dellwigs erster eigenen Poststation eröffnet. Nach der Eingemeindung von Dellwig zur Stadt Essen wurde er zwischen 1917 und 1925 in Essen-Dellwig umbenannt.

### Bahnhof Essen-Dellwig Ost
1879 wurde die kreuzende Bahnstrecke Mülheim-Heißen–Oberhausen-Osterfeld Nord in Betrieb genommen. Am 1. Mai 1921 ging an dieser Strecke der heute an der Linie Essen Hauptbahnhof–Bottrop liegende Bahnhof Essen-Dellwig Ost in Betrieb. Die Wahl seiner Lage ergab sich sowohl aus der Nähe zum Bahnhof Essen-Dellwig als auch zu den Straßenbahnen und den Wohngebieten Dellwigs. Er sollte ebenso zentral im Stadtteil liegen wie der Bahnhof der kreuzenden Bahnstrecke.

## Bedienung

### Eisenbahn
Die Station Essen-Dellwig wird von den Regionalbahnlinien RB 32 und RB 35 bedient.
Die S9 fährt ab der Station Essen-Dellwig Ost in Richtung Essen und Wuppertal bzw. Hagen. In die andere Fahrtrichtung geht es halbstündlich über Bottrop Hbf weiter via Gladbeck West nach Recklinghausen Hbf bzw. Haltern am See
| Linie | Verlauf | Takt                                                                       |
| ----- | --- | -------------------------------------------------------------------------- |
| RB 32 | Rhein-Emscher-Bahn: Duisburg Hbf – Oberhausen Hbf – Essen-Dellwig – Essen-Bergeborbeck – Essen-Altenessen – Essen Zollverein Nord – Gelsenkirchen Hbf – Wanne-Eickel Hbf – Herne – Castrop-Rauxel Hbf – Dortmund-Mengede – Dortmund Hbf Stand: Fahrplanwechsel Dezember 2021 | 60 min                                                                     |
| RB 35 | Emscher-Niederrhein-Bahn: Gelsenkirchen Hbf – Essen Zollverein Nord – Essen-Altenessen – Essen-Bergeborbeck – Essen-Dellwig – Oberhausen Hbf – Duisburg Hbf – Duisburg-Hochfeld Süd – Rheinhausen Ost – Rheinhausen – Krefeld-Hohenbudberg Chempark – Krefeld-Uerdingen – Krefeld-Linn – Krefeld-Oppum – Krefeld Hbf – Forsthaus – Anrath – Viersen – Mönchengladbach Hbf Stand: Fahrplanwechsel Dezember 2021 | 60 min                                                                     |
| S 9   | Linienweg 1: Haltern am See – Marl-Hamm – Marl Mitte – GE-Hassel – GE-Buer Nord – Linienweg 2: Recklinghausen Hbf – Herten (Westf) – Hauptlinienweg: Gladbeck West – Bottrop-Boy – Bottrop Hbf – E-Dellwig Ost – E-Gerschede – E-Borbeck – E-Borbeck Süd – Essen West – Essen Hbf – E-Steele – E-Überruhr – E-Holthausen – E-Kupferdreh – Velbert-Nierenhof – Velbert-Langenberg – Velbert-Neviges – Velbert-Rosenhügel – Wülfrath-Aprath – W-Vohwinkel – W-Sonnborn – W-Zoologischer Garten – W-Steinbeck – Wuppertal Hbf – W-Unterbarmen – W-Barmen – W-Oberbarmen – W-Langerfeld – Schwelm West – Schwelm – Gevelsberg West – Gevelsberg-Kipp – Gevelsberg Hbf – Gevelsberg-Knapp – HA-Westerbauer – HA-Heubing – HA-Wehringhausen – Hagen Hbf Stand: Fahrplanwechsel Dezember 2023 | 60 min (je Linienast) 30 min (Gladbeck–Wuppertal) 60 min (Wuppertal–Hagen) |

### Bus und Straßenbahn

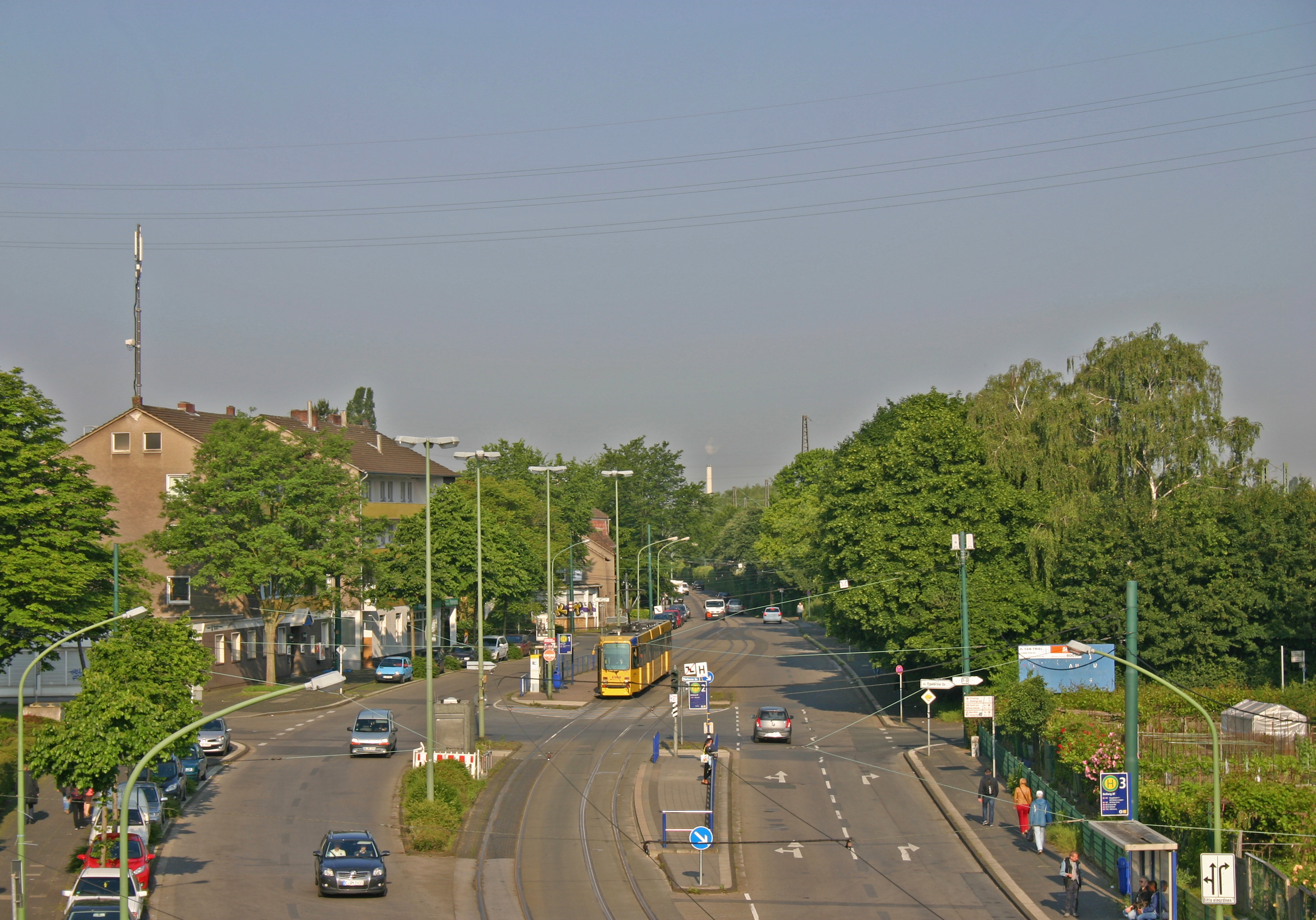
Haltestelle Dellwig (S)

Zwischen den beiden S-Bahn-Haltepunkten befindet sich die Bus- und Straßenbahnhaltestelle Dellwig Bf. Dort verkehren die von der Ruhrbahn betriebenen Bus- und Straßenbahnlinien:
| Linie        | Verlauf | Takt (Mo–Fr)                                                        |
| ------------ | --- | ------------------------------------------------------------------- |
| 103          | Dellwig Wertstraße – Essen-Dellwig Bf – Gerschede – Borbeck Germaniaplatz – Borbeck Bf – Schloss Borbeck – Borbeck Süd Bf – Helenenstraße – U Berliner Platz – U Rheinischer Platz – U Rathaus Essen – U Essen Hbf (nur abends sowie sonn-/feiertags) / (Hollestraße – Huttrop – Steele )                                   | 10 min                                                              |
| 166          | Essen-Dellwig Bf – Dellwig – Gerscheder Weiden – Bergeborbeck – Gewebepark M1 – Universität Essen – Berliner Platz – Bismarckplatz – Essen Hbf – Rathaus Essen – Frillendorfer Platz – Kray Eickenscheidt – Steele – Überruhr-Hinsel – Überruhr-Holthausen Klapperstr. – Burgaltendorf Burgruine – Hattingen-Niederwenigern | 20 min (Dellwig–Burgaltend.) 20/40 min (Burgaltend.–Niederwenigern) |
| 185          | Borbeck Bf – Borbeck Fürstäbtissinstr. – Bedingrade – Essen-Gerschede – Dellwig – Essen-Dellwig Bf – Essen-Frintrop – Neue Mitte Oberhausen | 20 min                                                              |
| NE12         | Essen Hbf – Goldschmidtstr. – Rathaus Essen – Berliner Platz – Helenenstraße – Bergeborbeck Bf – Borbeck Germaniaplatz – Gerschede – Essen-Dellwig – Gerschede – Borbeck Bf | 60 min                                                              |
| Taxibus 12-1 | Dellwig (S) – Wertstraße – Unterfrintrop – Frintrop, Höhenweg |                                                                     |

## Zukunftsaussichten
Zurzeit wird in einer Machbarkeitsstudie erwogen, die Bahnstrecke zwischen Dellwig Ost und Bottrop Hauptbahnhof zweigleisig auszubauen, um sowohl die derzeitige Taktfrequenz bis Gladbeck West auszudehnen als auch die hohe Verspätungsanfälligkeit von S9 / RE14 zu senken. Die Planung des zweigleisigen Ausbaus einschließlich des Turmbahnhofs Dellwig ist im Maßnahmenprogramm Schiene 2022 des Landes Nordrhein-Westfalen enthalten.